# DVD

DVD (произн. ди-ви-дѝ, на английски: Digital Versatile Disc – цифров многоцелеви (универсален) диск; също на английски: Digital Video Disc – цифров видеодиск) е носител на информация, изработен под формата на диск и предназначен за цифров запис. Има същия размер, както и компактдиска, но има по-голяма плътност на записаната информация. Благодарение използването на лазер с по-малка дължина на вълната и обективи с по-голяма числова апертура съхранява по-голям обем информация.
Техническата спецификация на DVD-ROM диск и DVD устройство е готова окончателно през 1995 г. През следващата година излизат на пазара първите дискове и възпроизвеждащи устройства (плейъри) за тях.

## Структура на диска
DVD представлява усъвършенстване и развитие на CD технологията (последната позволява съхранение на стандартно и най-разпространено 702 MB данни). Посредством новата технология на един диск с размерите на CD могат да се запишат данни от 4,7 GB (DVD5) до 8,5 GB (DVD9), съответно при еднослоен и двуслоен, но едностранен диск. Съществуват и двустранни, еднослойни DVD – DVD10, които побират до 9,4 GB. По-рядко могат да се срещнат и двуслойни, двустранни DVD с обем 17,1 GB, т.нар. DVD18. DVD дискът се състои от две подложки с дебелина 0,6 mm, които залепени една за друга правят 1,2 mm, което е и дебелината на един CD диск. Всяка една от подложките на DVD диска може да носи един или два информационни слоя – оттам и разнообразието във физическата структура и обема на диска (DVD5, DVD9, DVD10, DVD18).
|                    | Еднослоен диск | Еднослоен диск | Двуслоен диск | Двуслоен диск |
| размер             | GB             | GiB            | GB            | GiB           |
| ------------------ | -------------- | -------------- | ------------- | ------------- |
| 12 cm, едностранен | 4,7            | 4,38           | 8,5           | 7,92          |
| 12 cm, двустранен  | 9,4            | 8,75           | 17,1          | 15,93         |
| 8 cm, едностранен  | 1,4            | 1,30           | 2,6           | 2,42          |
| 8 cm, двустранен   | 2,8            | 2,61           | 5,2           | 4,84          |

Забележка: GB тук означава 109 (1 000 000 000) байта, GiB (гиби-) означава 230 (1 073 741 824) байта или 1024 мегабайта.
Поради еднаквите размери е много трудно да се различи DVD от CD диск. Основните разлики между двата формата са в дължината на вълната на записващия/четящия лазерен лъч, числовата апертура на обектива, както и в дължината и широчината на питовете (ямките), чрез които е кодирана информацията върху диска. Тези разлики позволяват четене и запис на по-къси питове, по-голяма гъстота на пътечките на един диск, а оттам – по-голяма плътност на записа и по-голям обем информация на един носител.
От друга страна DVD технологията използва различен, макар и подобен на CD начин за кодиране на данните. По-различен и по-надежден е и кодът за корекция на грешките при четене, така дискът се влияе по-слабо от надрасквания и други външни въздействия.

## Видове
DVD стандартът е масово разпространен и достъпен. Използва се главно за разпространение на филми и мултимедия. За разлика от обикновения CD диск, DVD носителят е защитен с допълнителни средства срещу презапис и пиратско разпространение, като регионален DVD код, CSS (Content Scrambling System) и др. Поради бума на информационния обмен са създадени новите HD DVD (High Definition DVD) и BD (Blu-ray Disc) технологии. Масово се продават устройства както за четене на DVD дискове, DVD плейъри, така и за записване, както за компютри, така и за системи за домашно кино.
Според физическия формат DVD дисковете се делят на следните типове: DVD-ROM, DVD-R, DVD-RW, DVD-RAM, DVD+R, DVD+RW, като почти всички нови устройства на пазара могат да разчитат всеки един от горе изброените типове носители (повечето домашни DVD плейъри не могат да четат DVD-RAM). Според информацията, която съдържат, DVD дисковете се подразделят на DVD-Video, DVD-Audio или DVD-ROM (за данни).

## DVD-Video
DVD-Video е логически формат за съхранение на аудио-видео информация върху DVD носител.
Този формат позволява върху един диск да се запишат до 8 писти цифров звук, което означава, че съпровождащото филма озвучаване може да бъде на осем различни езика, макар че в Европа са най-разпространени дискове с два или три (рядко четири) езика. DVD-Video форматът също позволява да бъдат съхранени субтитри на 32 езика, многоезични заглавия, автоматично разклоняване на материала на множество сюжетни линии или възрастови ограничения, както и менюта и най-различни интерактивни характеристики.

### Регионално кодиране
В резултат на споразумения между компаниите производители и разпространители на филми е въведено регионално кодиране за DVD-Video формата. Регионалното кодиране е проектирано така, че филм пуснат в продажба на един пазар не може да се гледа в друг район, където филмът все още не е пуснат в търговската мрежа. Регионалните кодове се състоят само от един байт информация, който се чете от плейъра и се проверява дали дискът може да се възпроизведе в региона, където въпросният плейър се разпространява. Регионалните кодове са задължителни за производителя на диска. Съответните дискове трябва да се продават само в региона, за който са лицензирани. „Пиратските“ DVD най-често нямат регионален код, т.е те са с код ALL, което обаче не означава, че дискове с код ALL са пиратски.
DVD светът е разделен на 6 региона, като върху дисковете (обложката) задължително има стилизирано изображение на земното кълбо със съответното число. В някои случаи дискът е изработен така, че да може да се възпроизвежда в повече от един регион или във всички региони. Тогава върху диска (обложката) има изображение на земното кълбо с думата ALL (всички) региони.
Регионите са:
1. САЩ, Канада
2. Европа, Япония, ЮАР, Близкият изток. В този регион влиза и България
3. Югоизточна Азия, Източна Азия
4. Австралия, Нова Зеландия, Океания, Централна Америка, Южна Америка, Карибите
5. Държавите на бившия Съветски съюз, Индия, Африка, Северна Корея, Монголия
6. Китай

### Регионалните кодове и крайният потребител
С все по-масовото навлизане в употреба на преносимите компютри (лаптопи) регионалното кодиране на филмите сериозно ограничава крайния потребител. Производителите на лаптопи и четящи устройства не се отказват от регионалното кодиране, с което преносимите компютри стават по-малко фукнционални по отношение на възможността на потребителя да гледа DVD филми. Постигнатото съгласие между компаниите производители и разпространители на филми и производителите на компютри силно ощетява правата на потребителите.